# Arendt
Arendt ist ein deutscher Familienname, abgeleitet vom süddeutschen Arndt (norddeutsch: Arnold).

## Namensträger
- Adrian Arendt (* 1952), rumänischer Segler
- Alexander Arendt (1921–1986), deutscher Mediziner
- Carl Arendt (1825–1910), luxemburgischer Architekt, Baubeamter und Schriftsteller, siehe Karl Arendt
- Carl Arendt (Sinologe) (1838–1902), deutscher Sinologe und Orientalist
- Detlev Arendt, deutscher Entwicklungsbiologe
- Ekkehard Arendt (1892–1954), österreichischer Schauspieler
- Elke Arendt (* 1939), deutsche Schauspielerin
- Erich Arendt (1903–1984), deutscher Lyriker
- Erich Arendt (Ingenieur) (1880–nach 1937), deutscher Ingenieur und Unternehmer
- Ernst Arendt (* 1949), deutscher Tierfilmer
- Ernst Friedrich Arendt (1709–1762), preußischer Beamter
- Fanny Arendt (* 2002), luxemburgische Leichtathletin
- Fernande Arendt (1891–??), belgische Tennisspielerin
- Fritz Arendt (1888–1915), deutscher Klassischer Philologe und Gymnasiallehrer
- Gisela Arendt (1918–1969), deutsche Schwimmerin
- Guillaume Amédée Auguste Arendt (1808–1865), belgischer Historiker und Theologe
- Guy Arendt (* 1954), luxemburgischer Jurist und Politiker
- Hannah Arendt (1906–1975), deutsch-amerikanische Politikwissenschaftlerin und Philosophin
- Hans Heinrich Wilhelm Arendt (1777–um 1840), deutscher Autor und Verleger von Schul- und Jugendbüchern
- Hedwig Arendt (1856–1917), deutsche Theaterschauspielerin
- Heinz Arendt (1917–2006), deutscher Schwimmer
- Heinz Klein-Arendt (1916–2005), deutscher Bildhauer
- Helga Arendt (1964–2013), deutsche Leichtathletin
- Henriette Arendt (1874–1922), deutsche Polizistin
- Hermann Arendt (1898–1966), deutscher Politiker (SPD), Bürgermeister von Hemer
- Isabella Arendt Vlasman (* 1993), dänische Politikerin
- Jackie Arendt (* 1985), US-amerikanische Triathletin, siehe Jackie Hering
- Johann Josef Franz Arendt(1786–1856), Sprachlehrer und Botaniker
- Julian Arendt (1895–1938), deutscher jüdischer Literat
- Leberecht Arendt (1837–1910), deutscher Beamter, Domänenpächter und Politiker, MdR
- Martin Friedrich Arendt (1773–1823), deutscher Botaniker und Altertumsforscher
- Max Arendt (1843–1913), deutscher Kaufmann und Politiker
- Max Arendt (Historiker) (1887–1971), deutscher Bibliotheksdirektor und Berlin-Chronist während des Dritten Reichs
- Nancy Arendt (* 1969), luxemburgische Schwimmerin, Triathletin und Politikerin
- Nikolai Fjodorowitsch Arendt (auch Nikolaus Martin von Arendt, 1786–1859), russischer Arzt, Militärchirurg und Leibarzt am russischen Zarenhof
- Nicole Arendt (* 1969), US-amerikanische Tennisspielerin
- Niels Henrik Arendt (1950–2015), dänischer Bischof
- Olga Arendt (1859–1902), deutsche Schriftstellerin
- Oskar Arendt (1878–1943), deutscher Ingenieur und Schriftsteller
- Otto Arendt (1854–1936), deutscher Politiker
- Paul Arendt (Schauspieler) (1853–1940), deutscher Schauspieler
- Paul Arendt (Erfinder) (1893–1968), deutscher Erfinder
- Richard Arendt (1878–1953), deutscher Unternehmer
- Ronny Arendt (* 1980), deutscher Eishockeyspieler
- Rudolf Arendt (Chemiker) (1828–1902), deutscher Chemiker
- Rudolf Arendt (Admiral) (1923–2021), deutscher Konteradmiral
- Thomas Arendt (* 1958), deutscher Fußballspieler
- Trude Hoppe-Arendt (1905–2001), deutsche Malerin
- Veronika Arendt-Rojahn (1946–2025), deutsche Rechtsanwältin
- Walter Arendt (1925–2005), deutscher Politiker (SPD)
- Walter Meier-Arendt (* 1938), deutscher Prähistoriker
- Wolfgang Arendt (Musiker) (* 1932), deutscher Klarinettist, Dirigent und Komponist
- Wolfgang Arendt (Mathematiker) (* 1950), deutscher Mathematiker

## Hannah Arendt als Namensgeberin
- Hannah Arendt (Film), deutschen Spielfilm von Margarethe von Trotta aus dem Jahr 2012
- Hannah-Arendt-Institut für Totalitarismusforschung, An-Institut der Technischen Universität Dresden
- Hannah-Arendt-Preis, Bremer Auszeichnung
- Hannah-Arendt-Gymnasium